# Íñigo Melchor de Velasco
Íñigo Melchor de Velasco, född 16 april 1635 i Madrid, död 29 september 1696, var en spansk hertig, generalguvernör för Spanska Nederländerna 1668–1670.